# Sette storie
SetteStorie è stato un programma televisivo italiano, in onda su Rai 1 dal 29 giugno 2020 al 22 novembre 2021 e condotto dalla giornalista Monica Maggioni. 
La trasmissione andava in onda il lunedì in seconda serata per una durata di circa 65 minuti.
La colonna sonora, Swing democratico, è stata composta da Luca Velotti e distribuita da Rai Com.

## Storia del programma
Il programma nasce nell'estate del 2020 per raccontare i temi d'attualità trascurati dal racconto quotidiano dei rotocalchi durante la pandemia di COVID-19.
La prima edizione, condotta da Monica Maggioni, va in onda dal 29 giugno al 10 agosto 2020 il lunedì in seconda serata per sette puntate tematiche.
Il programma torna poi in onda dal 5 ottobre 2020, sempre il lunedì in seconda serata e sempre con la conduzione di Monica Maggioni. Il nuovo studio è ispirato al film Dogville di Lars von Trier. Ogni puntata della seconda edizione si compone di:
- un'intervista a un personaggio noto del mondo della politica o dello spettacolo condotta passeggiando tra le strade di una città italiana, chiamata La conversazione, che prende ispirazione al format francese di successo La conversation secrète;
- un segmento di approfondimento documentaristico, caratteristico della prima edizione;
- un dibattito dedicato ai temi controversi che dividono l’opinione pubblica, con un confronto in studio tra due diverse visioni, rappresentate dai protagonisti della politica e dell'attualità italiani e non.

L'ultima edizione è andato in onda dal 13 settembre al 22 novembre 2021, in seguito alla nomina di Maggioni, come nuova direttrice del TG1.

## Edizioni
| Edizione | Periodo           | Periodo          | Conduttrice     | Puntate | Studio                                           | Regia               | Ascolti        | Ascolti |
| Edizione | Inizio            | Fine             | Conduttrice     | Puntate | Studio                                           | Regia               | Telespettatori | Share   |
| -------- | ----------------- | ---------------- | --------------- | ------- | ------------------------------------------------ | ------------------- | -------------- | ------- |
| 1ª       | 29 giugno 2020    | 10 agosto 2020   | Monica Maggioni | 7       | Studio 1 Centro di produzione Rai di via Teulada | Alessandro Capitani | 773.000        | 9,30%   |
| 2ª       | 5 ottobre 2020    | 7 giugno 2021    | Monica Maggioni | 33      | Studio 1 Centro di produzione Rai di via Teulada | Cristiano D'Alisera | 984.000        | 8,62%   |
| 2ª       | 5 ottobre 2020    | 7 giugno 2021    | Monica Maggioni | 33      | Studio 3 Studi televisivi Fabrizio Frizzi        | Cristiano D'Alisera | 984.000        | 8,62%   |
| 3ª       | 12 luglio 2021    | 6 settembre 2021 | Monica Maggioni | 9       | Alessandro Capitani                              | 597.000             | 6,77%          |         |
| 4ª       | 13 settembre 2021 | 22 novembre 2021 | Monica Maggioni | 10      | Cristiano D'Alisera                              |                     |                |         |